# تشارلز فريتز غوس
تشارلز فريتز غوس (بالإنجليزية: Charles Frederic Goss)‏ هو كاتب أمريكي، ولد في 14 يونيو 1852 في ميريديان في الولايات المتحدة، وتوفي في 1930 في سينسيناتي في الولايات المتحدة.

## وصلات خارجية
- تشارلز فريتز غوس على موقع IMDb (الإنجليزية)
- تشارلز فريتز غوس على موقع قاعدة بيانات برودواي على الإنترنت (الإنجليزية)